# 52 Pułk Szkolny Oficerskiej Szkoły Lotniczej

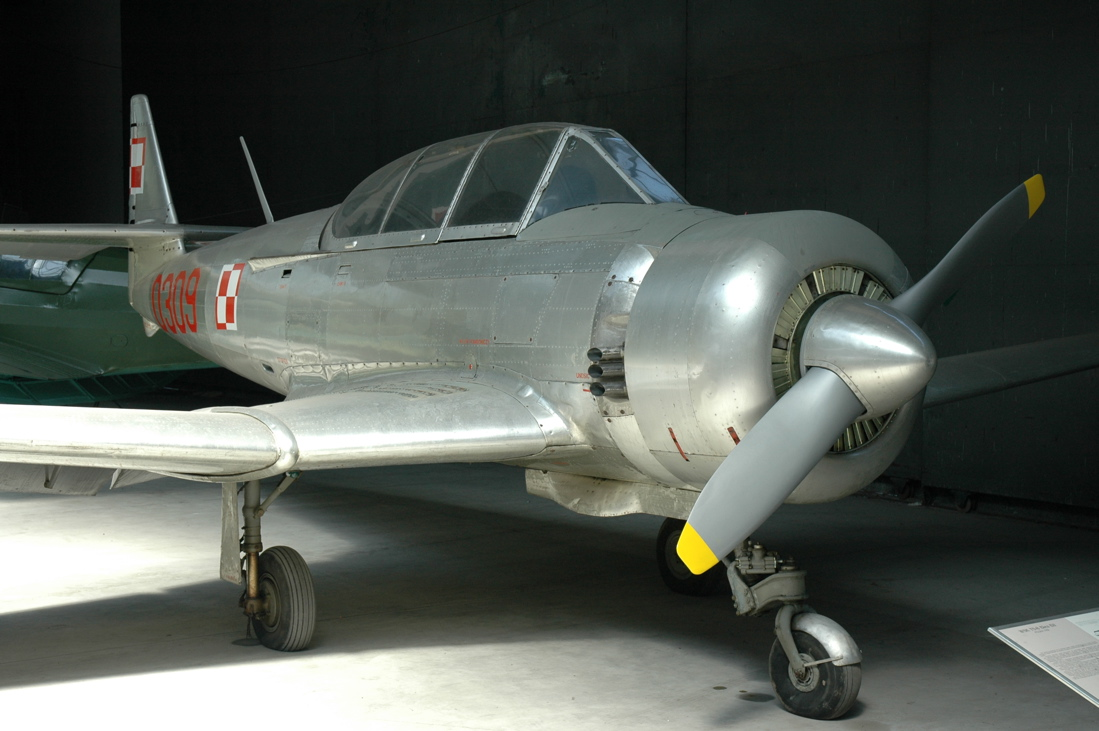
TS-8 Bies

52 Pułk Szkolny Oficerskiej Szkoły Lotniczej (52 psz OSL) – szkolny oddział wojsk lotniczych SZ PRL.

## Formowanie i zmiany organizacyjne
W 1959 roku, na lotnisku w Podlodowie, na bazie 24 Eskadry Szkolenia Pilotów Rezerwy z Ułęża i 25 Eskadry Szkolenia Pilotów Rezerwy z Podlodowa, sformowano 52 Pułk Szkolny. Etat nr 20/454.
W kwietniu 1959 roku przebazowano pułk na lotnisko w Oleśnicy, a już w czerwcu samoloty powróciły na macierzyste lotniska w Podlodowie i Ułężu.
13 lipca 1960 roku druga eskadra dowodzona przez kpt. pil. Ryszarda Mierzwińskiego została przydzielona do OSL im. Żwirki i Wigury, a w skład pułku przyjęto eskadrę szkolną z Radzynia Podlaskiego, którą dowodził mjr pil. Zygmunt Mazurek.
W 1961 roku zreorganizowano pułk. Etat nr 20/506 przewidywał 563 żołnierzy i 17 pracowników cywilnych.
W związku z reorganizacja oficerskich szkół lotniczych, Główny Inspektor Lotnictwa, w terminie do 30 września 1962 roku, rozformował 52 Pułk Szkolny Oficerskiej Szkoły Lotniczej im. Jana Krasickiego. Jego jedna eskadra z Radzynia Podlaskiego stała się zalążkiem organizowanego 47 Pułku Lotnictwa Łącznikowo-Sanitarnego w Modlinie.

## Dowódcy pułku
- ppłk pil. Stefan Czarnecki